# Max Pechstein

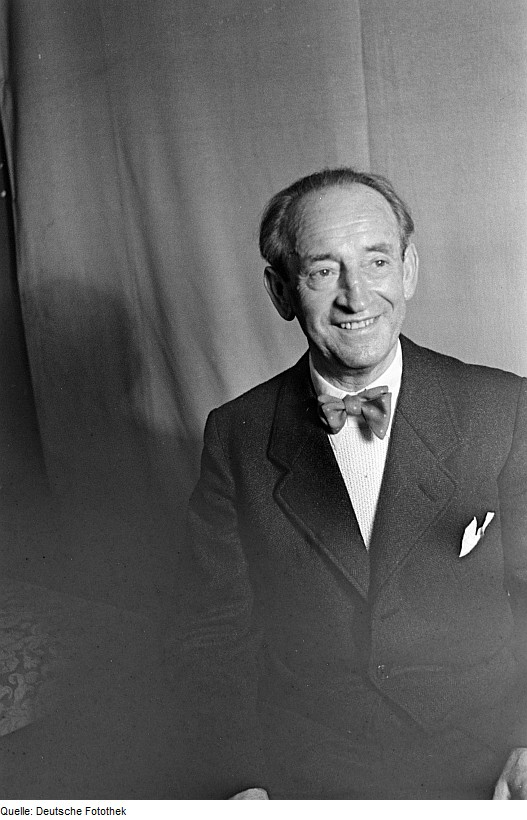
Max Pechstein

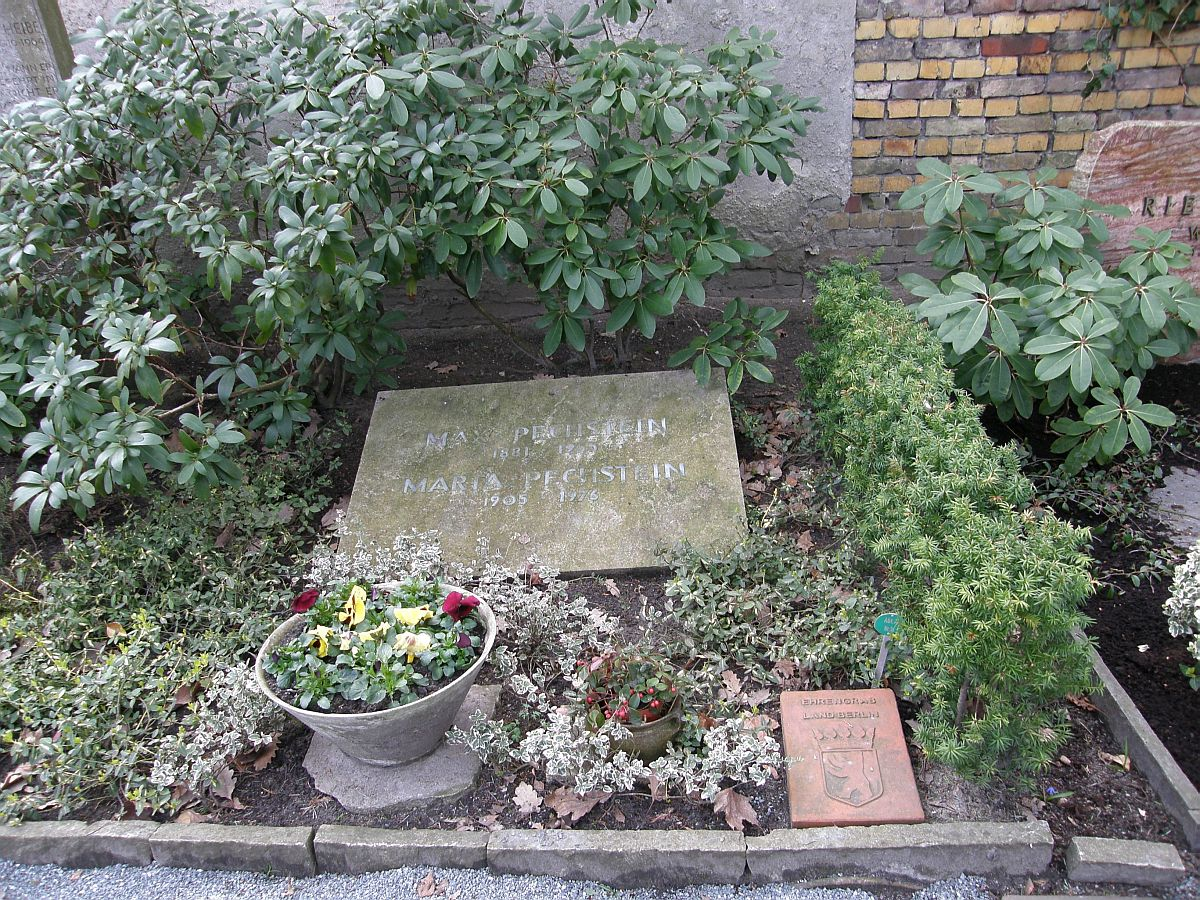
Het graf van Max Pechstein en Marta Möller op Friedhof Schmargendorf in Berlijn

Hermann Max Pechstein (Zwickau, 31 december 1881 – Berlijn, 29 juni 1955) was een Duits kunstschilder. Pechstein wordt gezien als een belangrijk vertegenwoordiger van het expressionisme.

## Biografie
Pechstein werd geboren op 31 december 1881 in Zwickau. Daar ging hij vanaf 1896 in de leer als decoratieschilder. Van 1900 tot 1902 was hij leerling aan de kunstnijverheidsschool van Dresden. In dezelfde stad ging hij naar de  kunstacademie tot 1906. In datzelfde jaar haalde hij de Saksische Staatsprijs en werd hij lid van de later beroemd geworden kunstenaarsgroep Die Brücke. In 1907 maakte hij in Goppeln kennis met een andere expressionist:  Ernst Ludwig Kirchner. In 1908 belandde Pechstein in Berlijn en sloot hij zich aan bij de Berliner Secession. Hij werkte er samen met enkele bekende kunstenaars, waarbij de belangrijksten Erich Heckel en Kirchner waren. In 1910 was hij medeoprichter van de Neue Secession en werd hij er zelfs de voorzitter van. 
In die tijd bezocht hij vaak samen met Heckel en Kirchner de omgeving van het Moritzburgermer nabij Dresden. Net als Schmidt-Rottluff en Nolde werden zij er geconfronteerd met het eenvoudige plattelandsleven, dat sterk hun kleurenpalet beïnvloedde.
In 1911 stond hij, alweer samen met Kirchner, aan de wieg van het vernieuwende MUIM-Institut (Moderner Unterricht in Malerei). Bij de kunstopleiding aan dit instituut stond men inderdaad open voor progressieve artistieke uitwerkingen.
In 1912 werd Max Pechstein uit de vereniging Die Brücke gezet omdat hij had deelgenomen aan een expositie van de Berliner Secession. Tijdens het uitbreken van de Eerste Wereldoorlog in 1914, werkte hij op de Palau-eilanden in de Grote Oceaan. Hij verbleef er tot in 1915 en creëerde er enkele van zijn origineelste werken. Teruggekomen in Duitsland in 1916, werd hij naar het front gestuurd.
In 1918, na de Eerste Wereldoorlog, was Pechstein medeoprichter van de Arbeitsrat für Kunst en in 1922 werd hij lid van de Pruisische Academie für Kunst. Vanaf 1933 viel Pechstein, net als Kirchner, Heckel, Schmidt Rottluff en Nolde onder het schilder- en expositieverbod. In 1937 werden 326 van zijn werken in beslag genomen en als Entartete Kunst bestempeld. Bij de vernietiging van zijn woning in Berlijn ging nogmaals veel van zijn werk verloren. Na het einde van de Tweede Wereldoorlog in 1945 werd Pechstein docent aan de Berlijnse Kunstacademie. Hij stierf op 29 juni 1955 in Berlijn.
Pechstein was een bewonderaar van Vincent van Gogh, die hij als een voorbeeld voor de moderne generatie schilders zag. 'Van Gogh war uns allen ein Vater' is een bekende uitspraak van hem.